# マイケル・ティペット
サー・マイケル・ケンプ・ティペット（Sir Michael Kemp Tippett, OM CH CBE, 1905年1月2日 - 1998年1月8日）は、イギリスの作曲家、指揮者。
小惑星（4081）のティペットは、彼にちなんで命名された。

## 生涯
父方のティペット家はコーンウォールに出自を持ち、父ヘンリー・ティペットは法律家。母イザベル・ケンプはケントの上位中産階級の出身。母イザベルの従姉妹シャルロット・デパールは女性解放運動の活動家でありイザベル自身もトラファルガー広場における違法集会に参加した件で一時収監された経験を持つ。マイケルは2人兄弟の弟。
ロンドン西郊のイーストコートに生まれ、子ども時代をサフォーク州の小村で過ごす。家には1台のピアノが置いてあった。これを用いて、ガヴァネスらによる個人的レッスンを受けた。特別なものではなく他の一連のカリキュラムの中の一環であったが、これが最初の音楽との出会いだった。のちにティペットは著書で「即興演奏に夢中になっていたよ。言葉の意味はよくわからないままに、それを“さっきょく”と呼んでいたよ。」と述懐している。
1914年9月（9歳）、ドーセット州スォニッジの私立小学校の寮生となる。1918年（13歳）、エディンバラにある寄宿学校に進学、ここでピアノや歌唱、コーラスやパイプオルガン演奏などを学ぶが、1920年にリンカンシャーのスタムフォード校に転校した。同校在校中にマルコム・サージェントの指揮に触れたことなどにより作曲家になる決心を固めた。サージェントは同校の10年前の卒業生であった。
両親はマイケルに、ケンブリッジ大学に進学して無難な生き方をしてほしいと考えており、特別な音楽教育を受けていないにも拘らず作曲家になりたいと突然言い出した息子に戸惑った。しかし1923年（18歳）、ティペットは反対する両親を説得し、コンサートピアニストになるのなら、ということで王立音楽大学（RCM）への進学を認めてもらう。王立音楽大学では当初、チャールズ・ウッドに作曲を師事していたが、1926年にウッドが亡くなるとチャールズ・ハーバート・キットソンに師事した。ウッドはバッハ、モーツァルト、ベートーヴェンに範をとった硬派な音楽理論を教授したが、キットソンは衒学的でありティペットの作曲上の狙いにまるで理解を示さなかったため、師弟関係は悪かった。
ティペットはまた、指揮をマルコム・サージェントとエイドリアン・ボールトに師事した。特にボールトは、リハーサルの間、指揮台の上にティペットを登らせ、指揮者用スコアを通して音楽を追わせるといった授業を何度も行い、親身になって指導を行った。ティペットは彼の指導を通して、ディーリアスやドビュッシーといった、当時彼がまだ知らなかった作曲家の作品に親しみ、またオーケストラの各楽器について多くを学んだ。
王立音楽大学への進学に伴い、ティペットはロンドンで暮らすことになり、そのこともまたティペットの音楽体験の幅を著しく広げることとなった。とりわけ、空襲による破壊を受ける前のクィーンズ・ホールにおけるプロムナードコンサート（プロムス）、コヴェント・ガーデンにおけるオペラ、ディアギレフのバレエなどに刺激を受けた。他にも、シャリアピンの歌唱を聴き、ストラヴィンスキーやラヴェルの自作自演を体験した。ティペットはまた、この頃までバロック以前の音楽についてまるで何も知らなかったが、ウェストミンスター大聖堂でのミサに何度も参加し、パレストリーナのミサ曲を学んだ。
王立音楽大学卒業後は、在校中から指揮を務めていたアマチュア合唱団の所在するサリー州のオクステッド村に転居、同村近くの私立小学校でフランス語教師をして生計を立てた。また、アマチュア合唱団では、イングリッシュ・マドリガルやヴォーン・ウィリアムズのオペラなどの指揮を行い、多くを学んだ。ときには自作の指揮を執ることもあった。しかし、1930年に作曲活動の行き詰まりを感じて王立音楽大学に再入学する。16世紀音楽の専門家であるレジナルド・オーウェン・モリスの対位法のクラスを受講、バッハの様式によるフーガの書き方などを学ぶ。また、ゴードン・ジェイコブにオーケストレーションも学んだ。この2度目の王立音楽大学在校期間中に、ティペットは独自の音楽語法を獲得するきっかけを掴んだ。
1933年と1934年の夏、ティペットはイングランド北部で催された鉱夫のためのワークキャンプに音楽責任者として参加した。そこで音楽以上に政治への関心を深め、特にトロツキーの思想への傾倒を始めた。1935年に英国共産党に入党するが、党の方針はスターリニズムであり、数か月で離党した。また、ティペットは反戦平和主義者としての意思を強め、1940年に平和誓約連合に加入し、良心的兵役拒否者のリストに登録する。1942年に非戦闘員として従軍の通知があった時には、これを拒否した。翌年、これが原因で当局の事情聴取を受ける。裁判の後、懲役3ヶ月の判決を受け、2ヶ月間刑務所に収監された。服役中にはブリテンとピアーズの激励を受けている。
ティペットが嫌悪する戦争への突入が不可避となる政局の一方で、ティペット自身も個人的な危機を迎えていた。1938年8月に、弦楽四重奏曲第1番も捧げた親友との関係が破綻すると、ティペットは自分の性的指向や芸術家としての価値について悩み、錯乱した。このときティペットは、友人の勧めでユング派の精神分析及び治療の専門家ジョン・レイナードのセラピーを受け、絶望から立ち直った。レイナードは臨床セラピーを通して、夢の分析と解釈を行う方法論をティペットに教えた。ティペットの伝記の著者であるイアン・ケンプは、この経験がティペットの感情的にも芸術的にも「非常に重要な転換点」になったとしている。特にティペットが夢の分析から得たものは、「ユング的な「光」と「影」が一個人のプシュケーに同居しており、個々人はこのような分裂した自分の本性を受け容れなければならず、また、欲求の葛藤からもたらされる利益も受け容れなければならない」という考えだった。この「光」と「影」のモチーフは、のちのティペットの作品に繰り返し現れることとなる。
1940年10月、ティペットは、成人教育を行う教育機関であるモーリー大学の合唱団の指揮者となる。グスターヴ・ホルストが創設した同合唱団を、ティペットはイングランドで最も優れた合唱団へと育て上げた。ティペットは、当時、今日ほどにはよく知られていなかったヘンリー・パーセルの作品を多く取り上げた。また、のちに有名となる若い音楽家たち、たとえばピーター・ピアーズ、アルフレッド・デラー、アマデウス弦楽四重奏団のメンバーらとよく共演した。
1951年、ティペットはBBCのブロードキャスターとなり、彼のラジオでのトークはのちに纏められて出版された。その後もティペットは、作曲家、指揮者、ラジオブロードキャスターとして活動を続ける。1969年には資金難となったバース国際音楽祭を救うため、指揮者のコリン・デイヴィスと共に働き、同音楽祭の芸術監督を5期務めた。ティペットの名声は国際的なものとなり、特にアメリカでの名声が高まった。交響曲第4番とオラトリオ『時の仮面』（Mask of Time）は同国での初演を意図して作曲されたものである。1965年からコロラド州のアスペン音楽祭の「音楽祭付き作曲家」となり何度もアメリカを訪問する機会を得る。ティペットのアメリカ体験は作風にも影響を及ぼし、『ノットの庭』（1966年 - 1969年）や交響曲第3番（1970年 - 1972年）にはジャズやブルースの影響がみられる。
ティペットは90歳を超えても精力的に活動を続けた。しかし1997年11月、ストックホルムで催される音楽祭で自作の演奏が行われるのを聴きに同地へ赴き、そこで倒れた。ロンドンに戻った後、1998年1月8日、肺炎のため亡くなった。93歳没。葬儀はロンドン、ハンワースにて1月15日、非宗教的な様式で執り行われた。

## 作品

### オペラ
- 「真夏の結婚（英語版）」（The Midsummer Marriage） 1955年（全3幕）
ティペットのオペラで最もよく取り上げられる。中でも、典礼の踊りは単独でも取り上げられることが多い。
- 「プリアモス王（英語版）」（King Priam） 1962年（全3幕）
- 「ノット・ガーデン（英語版）」（The Knot Garden） 1970年（全3幕）
- 「アイスブレイク（英語版）」（The Ice Break） 1977年（全3幕）
- 「ニューイヤー（英語版）」（New Year） 1988年（1989年?）（全3幕）

### 声楽曲
- オラトリオ「われらの時代の子」（A Child of Our Time） 1939年-1941年
ティペットの代表作の一つであり、3部構成の大規模な声楽曲である。第二次世界大戦当時の世相を反映し、戦争を批判した作品である。初演は1944年3月、ロンドンの王立アデルフィ劇場（英語版）で行われた。
※自演盤あり（録音は1991年10月、イギリスのバーミンガムにて。バーミンガム市交響楽団・同合唱団）
- 現代のマスク（The Mask of Time）

### 管弦楽曲
- 交響曲第1番（英語版） 1945年（全4楽章）
- 交響曲第2番 1956年 - 1957年（全4楽章）
- 交響曲第3番（英語版） 1970年 - 1972年（2部4楽章）
ベートーヴェンの交響曲第9番からの引用がある。
- 交響曲第4番 1977年（単一楽章）
初演はゲオルク・ショルティ指揮シカゴ交響楽団の演奏により行われた。
- 2つの弦楽合奏のための協奏曲（英語版）
- ピアノ協奏曲 1953年 - 1955年
- コレッリの主題による協奏的幻想曲（英語版）
- ヘンデルの主題による幻想曲
- チャールズ皇太子の誕生日のための組曲
- プレリューディウム 1962年
ラテン語で前奏曲の意。初演は1962年11月14日、アンタル・ドラティ指揮BBC交響楽団の演奏により行われた。
- 薔薇の湖（The Rose Lake）1993年

### 室内楽曲
- 弦楽四重奏曲第1番 1935年
- 弦楽四重奏曲第2番 1942年
- 弦楽四重奏曲第3番 1946年
- 弦楽四重奏曲第4番 1978年
- 弦楽四重奏曲第5番 1991年
- 4本のホルンのためのソナタ

### 器楽曲
- ピアノソナタ第1番（全4楽章）1936年 - 1938年、1942年改定
- ピアノソナタ第2番（単一楽章、Tempo: Lento）1962年
- ピアノソナタ第3番（全3楽章）1972年 - 1973年
- ピアノソナタ第4番 1983年 - 1984年